# Two Months Off
Two Months Off – utwór zespołu Underworld, pochodzący z albumu A Hundred Days Off, wydany jako singiel (w różnych wersjach) w 2002 roku. Doszedł do 1. miejsca na listach UK Dance Singles Chart i UK Independent Singles Charts oraz do 2. miejsca na Dance Club Songs tygodnika Billboard.

## Utwór

### Wydanie
„Two Months Off” został wydany 27 sierpnia 2002 roku w Wielkiej Brytanii nakładem Junior Boy’s Own i V2 jako singel (w formacie winylowym, 12”). Dzień później wyszedł w Japonii maxi singel z 6 utworami, w tym „Two Months Off” w 2 wersjach. 2 września ukazała się na rynku brytyjskim wersja CD z innym niż na winylu zestawem utworów. Tego samego dnia wyszła wersja europejska z czterema utworami

### Lista utworów
| A. | Two Months Off producent – Rick Smith                                                                                              |  |
|    | |  |
| B. | Two Months Off (King Unique Sunspot - Vocal Mix) remiks – King Unique remiks, producent [dodatkowy] – Matt Thomas, Matthew Roberts |  |
|    | |  |

| 1. | Two Months Off (Radio Edit) | 3:58  |
|    | |       |
| 2. | Two Months Off (King Unique Sunspots - Vocal Mix) remiks – King Unique remiks, producent [dodatkowy] – Matt Thomas, Matthew Roberts | 8:17  |
|    | |       |
| 3. | Headset | 5:58  |
|    | |       |
|    | | 18:13 |
|    | |       |

| 1. | Two Months Off (Radio Edit) producent – Rick Smith                                                                                            | 3:58  |
|    | |       |
| 2. | Two Months Off (King Unique Sunspots - Vocal Mix) remiks – King Unique remiks, producent [dodatkowy] – Matt 'Watkins' Thomas, Matthew Roberts | 8:16  |
|    | |       |
| 3. | Two Months Off (John Ciafone Vocal Remix) remiks, producent [dodatkowy] – John Ciafone                                                        | 7:32  |
|    | |       |
| 4. | Two Months Off producent – Rick Smith | 9:09  |
|    | |       |
|    | | 28:55 |
|    | |       |

| 1. | Two Months Off (Radio Edit)                                           | 3:57  |
|    |                                                                       |       |
| 2. | Two Months Off (Album Version)                                        | 9:08  |
|    |                                                                       |       |
| 3. | Two Months Off (John Ciafone Mix) remiks – John Ciafone               | 7:29  |
|    |                                                                       |       |
| 4. | Tiny Clicks                                                           | 2:16  |
|    |                                                                       |       |
| 5. | Two Months Off (King Unique Sunspot - Vocal Mix) remiks – King Unique | 7:58  |
|    |                                                                       |       |
| 6. | Headset                                                               | 5:59  |
|    |                                                                       |       |
|    |                                                                       | 36:47 |
|    |                                                                       |       |

| A. | Two Months Off | 9:07  |
|    | |       |
| B. | Two Months Off (King Unique Sunspots - Vocal Mix) remiks – King Unique remiks, producent [dodatkowy] – Matt Thomas, Matthew Roberts | 8:14  |
|    | |       |
|    | | 17:21 |
|    | |       |

| 1. | Two Months Off (Radio Edit) | 3:58  |
|    | |       |
| 2. | Two Months Off (King Unique Sunspots - Vocal Mix) remiks – King Unique remiks, producent [dodatkowy] – Matt 'Watkins' Thomas, Matthew Roberts | 8:16  |
|    | |       |
| 3. | Two Months Off (John Ciafone Vocal Remix) remiks, producent [produkcja dodatkowa] – John Ciafone                                              | 7:32  |
|    | |       |
| 4. | Tiny Clicks | 2:16  |
|    | |       |
| 5. | Headset | 5:59  |
|    | |       |
|    | | 28:01 |
|    | |       |

Na rynku ukazało się w sumie kilkadziesiąt rozmaitych wersji utworu i jego remiksów.

### Two Months Off (Limited Edition 2021)
20 maja 2021 roku za pośrednictwem Underworldlive.com udostępniona została (jako digital download) koncertowa wersja utworu, wykonana w 2016 roku na Glastonbury Festival.
| 1. | Two Months Off (Live At Glastonbury, 2016) | 7:57  |
|    |                                            |       |
|    |                                            | 07:57 |
|    |                                            |       |
27 maja ukazały się (również jako digital download) trzy wersje utworu. Obok koncertowej były to: remiks, zrealizowany w studiu Lemonworld w 2001 roku oraz wersja albumowa.
| 1. | Two Months Off (Live At Glastonbury, 2016)   | 7:57  |
|    |                                              |       |
| 2. | Two Months Off (R18 DAT July 2001B ID 1 R89) | 10:02 |
|    |                                              |       |
| 3. | Two Months Off                               | 9:09  |
|    |                                              |       |
|    |                                              | 27:08 |
|    |                                              |       |
18 czerwca dwie pierwsze wersje ukazały się jako wydawnictwo winylowe, 12”. Dostępne ono było wyłącznie na zamówienie, składane na stronie internetowej zespołu, Underworldlive.com.
| A.  | Two Months Off (Live At Glastonbury, 2016)   | 7:57  |
|     |                                              |       |
| AA. | Two Months Off (R18 DAT July 2001B ID 1 R89) | 10:02 |
|     |                                              |       |
|     |                                              | 17:59 |
|     |                                              |       |

## Odbiór

### Opinie krytyków
„W tym momencie swojej kariery Underworld miał coś do udowodnienia. Wraz z odejściem w 2001 roku Darrena Emersona, najmłodszego członka dotychczasowego tria, któremu powszechnie przypisywano wprowadzenie starszych kolegów z zespołu w taneczne dźwięki, które ożywiły ich pogrążoną w marazmie karierę po nowej fali, na Karlu Hydzie i Ricku Smicie spoczęła presja, by ponownie przyciągnąć publiczność. Dlatego też 'Two Months Off', tytułowy utwór ich pierwszego albumu jako pary, służy zarówno jako deklaracja celu, jak i piosenka. Rezultat jest tak żywiołowy i wyzywająco romantyczny jak wszystko w ich dotychczasowym katalogu” – uważa Sean T. Collins z magazynu Stereogum.
Według Johna Busha z AllMusic „album [A Hundred Days Off] osiąga wcześnie punkt kulminacyjny w 'Two Months Off', gdzie powtarzający się riff syntezatora brzmi na tle błyskotliwych sekwencji harmonii i linii basowych, z hipnotyzującą interpretacją Hyde’a na czele”.   
„'Two Months Off' to jedyny wyjątek od spokojnego komfortu albumu – to odpowiedź na epicki singiel 'Born Slippy'” – uważa Eric Carr z magazynu Pitchfork.
W ocenie redakcji magazynu Resident Advisor „zdecydowaną atrakcją [albumu] jest szeroko komentowany (i zasłużenie) klubowy hymn 'Two Months Off', absolutny dinozaur nagrania z mocnym bitem i najbardziej podnoszącą na duchu, energetyzującą mieszanką smyczków, perkusji, talerzy, gładkich jak masło melodii wokalnych (...)”.
„Singiel 'Two Months Off' jest wspaniały, masa zmieniających się elektronicznych tekstur i żywiołowych, powtarzających się wokali” – uważa Alexis Petridis z dziennika The Guardian.

### Wyróżnienia
„Two Months Off” został uznany przez redakcję magazynu Stereogum za 10. na liście najlepszych utworów w katalogu Underworld.

### Listy tygodniowe
| Kraj              | Lista                        | Pozycja |
| ----------------- | ---------------------------- | ------- |
| Belgia            | Ultratop (Flandria)          | Tip 12  |
| Holandia          | Dutch Single Top 100         | 54      |
| Niemcy            | Offizielle Deutsche Charts   | 98      |
| Stany Zjednoczone | Dance Club Songs             | 2       |
| Szkocja           | Scottish Singles Chart       | 13      |
| Wielka Brytania   | UK Singles Chart             | 12      |
| Wielka Brytania   | UK Dance Singles Chart       | 1       |
| Wielka Brytania   | UK Independent Singles Chart | 1       |
| Włochy            | FIMI                         | 46      |